# فرودگاه گیبل‌شتات
فرودگاه گیبل‌شتات (به انگلیسی: Giebelstadt Airport) یک فرودگاه غیرنظامی است که یک باند فرود آسفالت دارد و طول باند آن ۲۱۳۵ متر است. این فرودگاه در شهر وورتسبورگ کشور آلمان قرار دارد و در ارتفاع ۲۹۹ متری از سطح دریا واقع شده‌است.